# Świątynia Bailin w Pekinie
Świątynia Bailin (chiń.: 柏林寺; pinyin: Bǎilín sì) – buddyjski zespół świątynno-klasztorny w Pekinie, w dzielnicy Dongcheng, położony na wschód od klasztoru Yonghegong. Od 1988 roku siedziba Akademii Kadr Ministerstwa Kultury i Pekińskiego Biura Ochrony Zabytków. Obiekt jest otwierany dla zwiedzających wyłącznie w Dniu Dziedzictwa Kulturowego, czyli 8 lipca każdego roku.

## Historia
Budowę świątyni rozpoczęto w 1347 roku, za rządów cesarza Toghan-Temüra z mongolskiej dynastii Yuan, na otwartej przestrzeni na wschód od świątyni Konfucjusza. Świątynia Bailin, będąca wówczas największym obiektem tego typu w stolicy (zwanej w tym okresie Dadu), należała do wyznawców buddyjskiej tradycji Sakja, popularnej wśród mongolskich władców. Po przejęciu władzy przez dynastię Ming w 1368 roku i przeniesieniu stolicy do Nankinu znaczenie świątyni znacznie zmalało, a klasztor popadł w ruinę. Dopiero w 1447 roku cesarz Zhengtong zarządził remont klasztoru, a w kolejnych latach nakazał budowę niewielkiego placu przed główną bramą świątyni.
W 1694 roku na zachód od świątyni wzniesiono pałac księcia Yong, czternastego syna cesarza Kangxi. W 1707 roku książę, który w 1722 roku objął tron po swoim ojcu, przekazał dzwon dla świątyni Bailin, a w 1713 roku odnowił cały obiekt z okazji 60. urodzin cesarza Kangxi, osobiście nadzorując prace renowacyjne. Zaraz po objęciu władzy nowy monarcha przekształcił swoją dawną rezydencję w świątynię i klasztor, co zmniejszyło znaczenie świątyni Bailin, która pod koniec dynastii Qing stała się zależna od swojego zachodniego sąsiada. W 1758 roku cesarz Qianlong nakazał gruntownie wyremontować budynek.
Świątynia nie ucierpiała w czasie grabieży angielsko-francuskich w 1860 roku oraz działań korpusu ośmiu mocarstw w 1900 roku.
W 1929 roku, będący opatem, mistrz Taiyuan założył na terenie świątyni akademię buddyjską, która rok później została zreorganizowana z inicjatywy mistrza Taixu. Konflikt chińsko-japoński w 1931 roku spowodował zmniejszenie przychodów świątyni, co w konsekwencji doprowadziło do zamknięcia akademii w 1932 roku.
Według rejestru nieruchomości z 1931 roku na obszarze zespołu świątynno-klasztornego znajdowało się wówczas ponad sto posągów buddyjskich, 18 cyprysów, jedna sosna, para steli, jeden kamienny mur (ekran) i para kamiennych lwów.
W czasie rewolucji kulturalnej wewnątrz kompleksu wzniesiono dodatkowe budynki, natomiast kamienny ekran połączono z murami zewnętrznymi, tworząc dodatkowy dziedziniec. Rozebrano także wieże dzwonu i bębna, a buddyjskie posągi, para kamiennych lwów i dwie stele zaginęły. W 1976 roku, po trzęsieniu ziemi w Tangshan, w świątyni umieszczono uchodźców.
W 1988 roku rząd wyznaczył świątynię na siedzibę Akademii Kadr Ministerstwa Kultury i Pekińskiego Biura Ochrony Zabytków. W 1992 roku dokonano renowacji obiektu. Od 2007 roku w jednym z budynków mieszczą się biura Pekińskiego Centrum Ochrony Dziedzictwa Kulturowego.

## Architektura i zabytki
Świątynia składa się z pięciu głównych budynków, położonych wzdłuż jednej osi (począwszy od głównego wejścia są to: brama główna, pawilon Niebiańskich Królów, pawilon Osiągania Doskonałości, pawilon Mahawiry i pawilon Czystości Bodhisattwy).
Na fasadzie pawilonu Mahawiry wisi pozioma tabliczka, na której widnieje inskrypcją cesarza Kangxi: "Wieczny Gaj Cyprysowy". Wewnątrz pawilonu znajdują się posągi Buddów Trzech Światów. W kolejnym budynku, pawilonie Mahawiry, umieszczono siedem rzeźbionych i pozłacanych wizerunków Buddy, pochodzących z okresu dynastii Ming.
We wschodniej części kompleksu świątynnego mieści się pawilon z dwoma spiżowymi dzwonami, mierzącymi ok. 2,6 m wysokości, zawieszonymi w 1707 roku. Powierzchnię dzwonów zdobią wizerunki smoków i słowa mantry wymawianej po śmierci człowieka, z nadzieją na jego przejście do Krainy Czystości.
Jednym z ważniejszych zabytków w świątyni jest XVIII-wieczny zestaw 78 230 klocków do drukowania Tipitaki metodą druku blokowego. Klocki wykonano z drewna gruszy. Proces ich wytwarzania trwał sześć lat, począwszy od 1733 roku. Za pomocą zestawu wydrukowano niecałe 200 kopii Tipitaki, dlatego klocki zachowały się w dobrym stanie.